# Naniaba
Naniaba (Little Tohome, Naniba) /od choctawskog u značenju "fish eaters"; prema Swantonu "people dwelling on a hill," ili "people of the Forks;" / Muskhogean pleme, ogranak Tohome Indijanaca iz jugozapadne Alabame na području današnjeg okruga Clarke, sjeverno od Mobile Baya. Rana populacija Naniaba nije poznata, Regis de Rouillet 1730. procjenjuje im broj ratnika na 50, a Francuski guverner nekadašnje kolonije Louisiane, Louis Billouart de Kerlerec (1704-1770), procjenio je 1758. da Mobile, Tohome i Naniabe imaju ukupno 100 ratnika. Njihovi ostaci vjerojatno su se s ostalim Tohome Indijancima otopili među Choctawima so sredine druge polovice 18. stoljeća. Kulturno su pripadali Jugoistočnim Indijancima (ratarima(.

## Vanjske poveznice
- Indians of Clarke County[neaktivna poveznica]